# ألفارو فازكيز
ألفارو فازكيز غارسيا (بالإسبانية: Álvaro Vázquez García) وهو لاعب كرة قدم إسباني في مركز الهجوم ولد في يوم 27 أبريل 1991 في مدينة برشلونة في إسبانيا، يلعب حالياً مع نادي خيتافي وسبق له اللعب مع نادي سوانزي سيتي ونادي إسبانيول ولعب مع منتخب إسبانيا تحت 21 سنة لكرة القدم ومع منتخب كاتالونيا لكرة القدم ويبلغ طوله 182 سم.

## روابط خارجية
- ألفارو فازكيز على موقع الاتحاد الدولي (مؤرشف)  (الإنجليزية)
- ألفارو فازكيز على موقع قاعدة بيانات كرة القدم.إي يو (الإنجليزية)
- ألفارو فازكيز على موقع Soccerbase.com (لاعب) (الإنجليزية)
- ألفارو فازكيز على موقع Soccerway.com (الإنجليزية)
- ألفارو فازكيز على موقع عالم كرة القدم.نت (الإنجليزية)
- ألفارو فازكيز على موقع أوليمبيديا (الإنجليزية)
- ألفارو فازكيز على موقع AS.com (الإسبانية)